# American International Group
American International Group, Inc., también conocida como AIG, es una corporación multinacional estadounidense de finanzas y seguros con operaciones en más de 80 países y jurisdicciones. Al 31 de diciembre de 2016, las compañías de AIG empleaban a 56.400 personas. La compañía opera a través de tres negocios principales: Seguros Generales, Vida y Retiro, y una unidad autónoma enfocada en la tecnología. Seguros Generales incluye Operaciones Comerciales, de seguros personales, en EE. UU. y en el mundo. Vida y Retiro incluye jubilación grupal, jubilación individual, Vida y Mercados Institucionales.
La sede corporativa de AIG se encuentra en la ciudad de Nueva York y tiene oficinas en todo el mundo. AIG sirve al 87% de empresas que aparecen en Fortune Global 500 y el 83% de la Forbes 2000. AIG se ubicó en el puesto 49 en la lista Fortune 500 de 2016. Según la lista Forbes Global 2000 de 2016, AIG es la 87.ª empresa pública más grande del mundo. El 31 de diciembre de 2016, AIG tenía $ 76,3 mil millones en capital accionario.
AIG fue un jugador central en la crisis financiera de 2008. Fue rescatado por el gobierno federal por $ 180 mil millones, y el gobierno tomó el control. La Comisión de Investigación de Crisis Financiera (FCIC) del gobierno de los EE. UU. concluyó que AIG fracasó principalmente porque vendió cantidades masivas de seguros sin cubrir su inversión. Sus enormes ventas de swaps de riesgo crediticio se realizaron "sin colocar una garantía inicial, apartar las reservas de capital o cubrir su exposición, una falla profunda en el gobierno corporativo, particularmente en sus prácticas de gestión de riesgo." El gobierno de EE. UU. vendió sus acciones después de la crisis y completó el proceso en 2012.

## Historia

### Los primeros años: 1919 a 1945
AIG fue fundada el 19 de diciembre de 1919, cuando el estadounidense Cornelius Vander Starr (1892-1968) creó una agencia de seguros generales, American Asiatic Underwriters (AAU), en Shanghái, China. Los negocios crecieron rápidamente y, dos años más tarde, Starr creó un área de Seguro de Vida. A fines de la década de 1920, AAU tenía sucursales en China y el sudeste de Asia, incluidos Filipinas, Indonesia y Malasia. En 1926, Starr abrió su primera oficina en los Estados Unidos, American International Underwriters Corporation (AIU). También prestó atención a las oportunidades en América Latina y, a fines de la década de 1930, AIU ingresó a La Habana, Cuba. El crecimiento constante de las agencias latinoamericanas demostró ser significativo ya que compensaría la caída en los negocios de Asia debido a la inminente Segunda Guerra Mundial. En 1939, Starr trasladó su sede de Shanghái, China, a la ciudad de Nueva York.

### Expansión internacional y nacional: 1946 a 1959
Después de la Segunda Guerra Mundial, American International Underwriters (AIU) ingresó a Japón y Alemania para proporcionar seguros para el personal militar estadounidense. A lo largo de la década de 1940 y principios de la de 1950, AIU continuó expandiéndose en Europa, con oficinas en Francia, Italia y el Reino Unido. En 1952, Starr comenzó a enfocarse en el mercado estadounidense adquiriendo Globe & Rutgers Fire Insurance Company y su subsidiaria, American Home Fire Assurance Company. Hacia el final de la década, la organización general y de seguros de vida de Starr incluía una amplia red de agentes y oficinas en más de 75 países.

### Reorganización y especialización: 1960 a 1979
En 1960, C.V. Starr contrató a Maurice R. Greenberg para desarrollar un emprendimiento internacional de seguros de accidentes y salud. Dos años más tarde, el Sr. Greenberg reorganizó uno de los holdings estadounidenses de Starr en un exitoso operador de líneas múltiples. Greenberg se enfocó en vender seguros a través de brokers independientes en lugar de agentes para no pagar salarios. Con los brokers, AIU podría establecer un precio de seguro de acuerdo con su posible rendimiento, incluso si sufriera una disminución de las ventas de determinados productos durante grandes períodos de tiempo, con muy pocos gastos adicionales. En 1967, American International Group, Inc. (AIG) se incorporó como un paraguas unificador para la mayoría de los negocios generales y de seguros de vida de Starr. En 1968, Starr designó a Greenberg como su sucesor. La compañía se hizo pública en 1969.
La década de 1970 presentó muchos desafíos para AIG, ya que las operaciones en Medio Oriente y el sudeste asiático se redujeron o cesaron por completo debido al cambiante panorama político. Sin embargo, AIG continuó expandiendo sus mercados mediante la introducción de productos especializados en energía, transporte y envío para satisfacer las necesidades de las industrias especializadas. En 1979, con una fuerza laboral en crecimiento y una red mundial de oficinas, AIG les ofrecía a los clientes habilidades técnicas y de gestión de riesgos en un mercado cada vez más competitivo.

### Nuevas oportunidades y direcciones: 1980 a 1999
Durante la década de 1980, AIG continuó expandiendo su distribución en el mercado y su red mundial al ofrecer una amplia gama de productos especializados, que incluían responsabilidad por contaminación y riesgo político. En 1984, AIG cotizó sus acciones en la Bolsa de Nueva York (NYSE). A lo largo de la década de 1990, AIG desarrolló nuevas fuentes de ingresos a través de diversas inversiones, incluida la adquisición de International Lease Finance Corporation (ILFC), un proveedor de aviones arrendados para la industria de las aerolíneas. En 1992, AIG recibió la primera licencia de seguro extranjera, otorgada en más de 40 años por el gobierno chino. Dentro de los EE. UU., AIG adquirió SunAmerica Inc., una compañía de ahorro para la jubilación, en 1999.

### Mayor expansión y declive: 2000 a 2012

#### Crecimiento
A principios de la década de 2000 se produjo un marcado período de crecimiento cuando AIG adquirió American General Corporation, un proveedor líder de seguros de vida y rentas vitalicias nacionales, y AIG entró en nuevos mercados, incluida India. En febrero de 2000, AIG creó un equipo de asesoría estratégica con Blackstone Group y Kissinger Associates "para proporcionar servicios de asesoramiento financiero a las empresas que buscan asesoramiento estratégico independiente de alto nivel." AIG fue un inversionista en Blackstone de 1998 a marzo de 2012, cuando vendió todas sus acciones en la compañía. Blackstone actuó como asesor de AIG durante la crisis financiera de 2007-2008.
En marzo de 2003, American General se fusionó con Old Line Life Insurance Company.
En noviembre de 2004, AIG alcanzó un acuerdo de US$ 126 millones con la Comisión de Bolsa y Valores de EE. UU. y el Departamento de Justicia resolviendo en parte una serie de asuntos regulatorios, pero la compañía aún debe cooperar con los investigadores que continúan examinando la venta de un producto de seguro no tradicional.

#### Escándalo contable
En 2005, AIG se vio envuelto en una serie de investigaciones de fraude realizadas por la Comisión de Bolsa y Valores, el Departamento de Justicia de los EE. UU. y la Oficina del Fiscal General del Estado de Nueva York. Greenberg fue expulsado en medio de un escándalo contable en febrero de 2005. La investigación del fiscal general de Nueva York dio lugar a una multa de $ 1.6 mil millones para AIG y cargos criminales para algunos de sus ejecutivos.
El 1 de mayo de 2005, las investigaciones realizadas por los asesores externos a petición del Comité de Auditoría de AIG y la consulta con los auditores independientes de AIG, PricewaterhouseCoopers LLP dieron lugar a la decisión de AIG de reformular sus estados financieros de los años terminados el 31 de diciembre de 2003, 2002, 2001 y 2000, los trimestres terminados el 31 de marzo, 30 de junio y 30 de septiembre de 2004 y 2003 y el trimestre finalizado el 31 de diciembre de 2003. El 9 de noviembre de 2005, la empresa debió retrasar su informe de ganancias del tercer trimestre porque tuvo que reformular resultados financieros anteriores, para corregir errores contables.

#### Expansión al mercado de seguros de incumplimiento crediticio
Martin J. Sullivan se convirtió en CEO de la compañía en 2005. Comenzó su carrera en AIG como empleado en su oficina de Londres en 1970. Luego, AIG asumió decenas de miles de millones de dólares en riesgos asociados con hipotecas. Aseguró decenas de miles de millones de dólares en derivados contra incumplimiento, pero no compró reaseguros para cubrir ese riesgo. Además, utilizó garantías en depósito para comprar valores respaldados por hipotecas. Cuando las pérdidas afectaron al mercado hipotecario en 2007-2008, AIG tuvo que pagar reclamos de seguros y también reemplazar las pérdidas en sus cuentas colaterales.
AIG compró el 39% restante que no poseía del especialista en seguros en línea de automóviles 21st Century Insurance en 2007 por $ 749 millones. Con el fracaso de la empresa matriz y la continua recesión a fines de 2008, AIG cambió el nombre de su unidad de seguros a 21st Century Insurance.
El 11 de junio de 2008, tres accionistas, que poseían colectivamente el 4% de las acciones en circulación de AIG, entregaron una carta al Consejo de Administración de AIG que buscaba derrocar al CEO Martin Sullivan y realizar ciertos cambios en la administración y la Junta Directiva. Esta carta fue la última acción de lo que The Wall Street Journal llamó una "disputa pública" entre la junta y la gerencia de la compañía, por un lado, y sus accionistas clave y el expresidente ejecutivo Maurice Greenberg, por otro.
El 15 de junio de 2008, después de la divulgación de las pérdidas financieras y posterior a una caída del precio de las acciones, Sullivan renunció y fue reemplazado por Robert B. Willumstad, presidente de la Junta Directiva de AIG desde 2006. Willumstad fue obligado por el gobierno de los Estados Unidos a dimitir y fue reemplazado por Ed Liddy el 17 de septiembre de 2008. La Junta Directiva de AIG nombró a Bob Benmosche el 3 de agosto de 2009 para reemplazar al Sr. Liddy, quien a principios de año anunció su retiro.

#### Crisis de liquidez y rescate del gobierno
A fines de 2008, el gobierno federal rescató a AIG por $ 180 mil millones y técnicamente asumió el control, porque su fracaso pondría en peligro la integridad financiera de otras grandes empresas que eran sus socios comerciales: Goldman Sachs, Morgan Stanley, Bank of America y Merrill Lynch (así como docenas de bancos europeos), como se describe a continuación. La Comisión de Investigación de Crisis Financiera (FCIC) en enero de 2011 emitió uno de muchos informes gubernamentales críticos, decidiendo que AIG fracasó y fue rescatada por el gobierno principalmente porque sus enormes ventas de permutas de incumplimiento crediticio (CDS) se realizaron sin colocar la garantía inicial, dejando de lado reservas de capital, o cubriendo su exposición, considerada por un analista como una falla profunda en el gobierno corporativo, particularmente en sus prácticas de gestión de riesgos. Otros analistas creen que la falla de AIG fue posible debido a la amplia desregulación de los derivados extrabursátiles (OTC), incluidos los CDS, que eliminaron eficazmente la regulación federal y estatal de estos productos, incluidos los requisitos de capital y margen que habrían disminuido la probabilidad de la falla de AIG.
AIG había vendido protección crediticia a través de su unidad de Londres en forma de Permutas de Incumplimiento Crediticio, o Credit Default Swaps (CDS) sobre obligaciones de deuda garantizadas (CDO), pero en 2008, habían disminuido en valor. La división de Productos Financieros de AIG, encabezada por Joseph Cassano en Londres, había celebrado swaps de incumplimiento crediticio para asegurar valores en $ 441 mil millones originalmente calificados como AAA. De esos valores, $ 57.8 mil millones fueron valores de deuda estructurados, respaldados por préstamos de alto riesgo. Como resultado, la calificación crediticia de AIG fue degradada y se le exigió que presentara garantías adicionales con sus contrapartes comerciales, lo que provocó una crisis de liquidez que comenzó el 16 de septiembre de 2008 y esencialmente llevó a la bancarrota a AIG. El Banco de la Reserva Federal de Nueva York (liderado por Timothy Geithner, que más tarde se convertiría en secretario del Tesoro) intervino, anunciando la creación de una línea de crédito garantizada, inicialmente de hasta $ 85 mil millones para evitar el colapso de la compañía, permitiendo a AIG entregar garantías adicionales a sus socios comerciales de swap de incumplimiento crediticio. La línea de crédito estaba asegurada por acciones en subsidiarias propiedad de AIG en forma de garantía para una participación del 79.9% en el capital social de la compañía y el derecho a suspender dividendos a acciones ordinarias y preferentes previamente emitidas. La junta de AIG aceptó los términos del paquete de rescate de la Reserva Federal ese mismo día, convirtiéndolo en el mayor rescate gubernamental de una empresa privada en la historia de los EE. UU.
El 17 de marzo de 2009, AIG aumentó el cinismo público sobre el rescate "demasiado grande para fallar" al anunciar que pagaría a sus ejecutivos más de $ 165 millones en bonos. Los bonos totales para la unidad financiera podrían alcanzar los $ 450 millones, y los bonos para toda la compañía podrían llegar a $ 1,200 millones. El recientemente instalado presidente Barack Obama, que había votado por el TARP como senador, respondió a los pagos planeados diciendo "[Es] difícil de entender cómo los operadores de derivados en AIG garantizaron cualquier bonificación, mucho menos $ 165 millones en pago adicional. ¿Cómo justifican este ultraje a los contribuyentes que mantienen a flote a la compañía?" Tanto los políticos demócratas como los republicanos reaccionaron con indignación similar a los bonos planificados, al igual que los comentaristas políticos y periodistas en la controversia sobre los pagos de bonos de AIG.
Su director ejecutivo, junto con los de Goldman Sachs, Lehman Brothers, Bear Stearns, Merrill Lynch y Magnetar obtuvieron, por su gestión durante la Crisis financiera de 2008, el Premio Ig Nobel de Economía de 2010.
Desde septiembre de 2008, AIG vendió algunos activos para pagar sus préstamos del gobierno, a pesar de una disminución global en la valoración de las empresas de seguros, y del debilitamiento de la condición financiera de los posibles oferentes. En diciembre de 2009, AIG creó filiales internacionales de seguros de vida, American International Assurance Company, Limited (AIA) y American Life Insurance Company (ALICO) que fueron transferidas al Banco de la Reserva Federal de Nueva York para reducir su deuda en US$ 25 mil millones. AIG vendió su unidad Hartford Steam Boiler el 31 de marzo de 2009 a Munich Re por $ 742 millones. El 16 de abril de 2009, AIG anunció planes para vender la subsidiaria de 21st Century Insurance a Farmers Insurance Group por $ 1.9 mil millones. El 10 de junio de 2009 AIG vendió la propiedad mayoritaria de la reaseguradora Transatlantic Re. The Wall Street Journal informó el 7 de septiembre de 2009, que Pacific Century Group había acordado pagar $ 500 millones por una parte del negocio de administración de activos de AIG, y que también esperaban pagar $ 200 millones adicionales a AIG en intereses y otros pagos vinculados para el rendimiento futuro de la empresa.
En marzo de 2010, AIG vendió American Life Insurance Co. (ALICO) a MetLife Inc. por $ 15,500 millones en efectivo y acciones de MetLife. Bloomberg L.P. informó el 29 de marzo de 2010, que después de casi tres meses de demoras, AIG había completado la venta de $ 500 millones de una porción de su negocio de gestión de activos, con la marca PineBridge Investments, a Pacific Century Group, con sede en Asia. Fortress Investment Group compró el 80% de la participación en la compañía financiera American General Finance en agosto de 2010. AIG en septiembre vendió AIG Starr y AIG Edison, dos de sus compañías con sede en Japón, a Prudential Financial por $ 4,200 millones en efectivo y $ 600 millones en suposición de la deuda de AIG de terceros por Prudential. El 1 de noviembre de 2010, AIG recaudó $ 36,71 mil millones tanto de la venta de ALICO como de su oferta pública inicial de AIA. Las ganancias fueron para pagar el préstamo FRB de Nueva York.
En octubre de 2010, The Wall Street Journal informó que una familia demandó a AIG por supuesta complicidad en un esquema de seguro de vida de origen desconocido, según el cual los gerentes de AIG supuestamente permitían que las personas sin interés asegurable contrataran pólizas de seguro de vida contra otros, que algunos catalogaron como una "apuesta de muerte". El caso involucró a JB Carlson y Germaine Tomlinson, y fue uno de muchos pleitos similares en los Estados Unidos en ese momento.
En enero de 2011, AIG vendió su compañía de seguros de vida taiwanesa, Nan Shan Life, a un consorcio de compradores por $ 2,16 mil millones.
Debido a la ampliación de la pérdida neta del tercer trimestre de 2011, el 3 de noviembre de 2011, las acciones de AIG cayeron un 49 por ciento en ese año. La junta de la aseguradora aprobó una recompra de acciones de hasta $ 1,000 millones.
Nueve años después del rescate inicial, en 2017, el Consejo de Supervisión de Estabilidad Financiera de EE. UU. eliminó a AIG de su lista de instituciones demasiado grandes para quebrar.

### Era moderna: 2012 hasta el presente
El Departamento del Tesoro de los Estados Unidos anunció una oferta de 188.5 millones de acciones de AIG por un total de $ 5.8 mil millones el 7 de mayo de 2012. La venta redujo la participación del Tesoro en AIG al 61 por ciento, del 70 por ciento antes de la transacción. Cuatro meses después, el 6 de septiembre de 2012, AIG vendió $ 2 mil millones de su inversión en AIA para pagar préstamos del gobierno. La junta también aprobó una recompra de $ 5 mil millones de acciones de propiedad estatal en AIA. La semana siguiente, el 14 de septiembre de 2012, el Departamento del Tesoro completó su quinta venta de acciones ordinarias de AIG, con ingresos de aproximadamente $ 20.700 millones, lo que redujo la participación accionaria del Tesoro en AIG a aproximadamente de un 53 por ciento a un 15.9 por ciento. Los compromisos del gobierno se recuperaron completamente, y el Tesoro y el FRBNY hasta la fecha habían recibido un rendimiento positivo combinado de aproximadamente $ 15.1 mil millones.
El 12 de octubre de 2012, AIG anunció un acuerdo de cinco años y medio para patrocinar a seis equipos de rugby con sede en Nueva Zelanda, incluido el campeón mundial All Blacks. El logotipo de AIG y el logotipo de Adidas, el principal patrocinador de la liga, se mostrarían en las camisetas del equipo de la liga.
El Departamento del Tesoro de los EE. UU. publicó en diciembre de 2012 una lista detallada de los préstamos, compras de acciones, vehículos de propósito especial (SPV) y otras inversiones contratadas con AIG, la cantidad que AIG pagó y el rendimiento positivo de los préstamos e inversiones al gobierno. El Tesoro dijo que él y el Banco de la Reserva Federal de Nueva York proporcionaron un total de $ 182.3 mil millones a AIG, que pagó un total de $ 205 mil millones, para un rendimiento total positivo, o ganancia, para el gobierno de $ 22.7 mil millones. Además, AIG vendió una cantidad de sus propios activos para recaudar y devolverle el dinero al gobierno. El 14 de diciembre de 2012, el Departamento del Tesoro vendió la última de sus acciones de AIG en su sexta venta de acciones por un total aproximado de $ 7.6 mil millones. En total, el Departamento del Tesoro obtuvo una ganancia de más de $ 22 mil millones por la venta de acciones ordinarias de AIG y $ 0.9 mil millones por la venta de acciones preferentes de AIG.
AIG comenzó una campaña publicitaria el 1 de enero de 2013, llamada "Thank You America", en la que varios empleados de la compañía, incluido Robert Benmosche, presidente y CEO de AIG, hablaron directamente a la cámara y agradecieron la asistencia del gobierno.
En junio de 2015, Nan Shan Life Insurance de Taiwán adquirió una participación en la filial de AIG en Taiwán por $ 158 millones.
AIG anunció planes para una oferta pública inicial de 19.9 por ciento de United Guaranty Corp., un proveedor de hipotecas con sede en Greensboro, Carolina del Norte en enero de 2016. Más tarde ese año, comenzaron una empresa conjunta con Hamilton Insurance Group y Two Sigma Inversiones para atender necesidades de seguro de pequeñas y medianas empresas. El veterano de la industria Brian Duperreault se convirtió en el presidente de la nueva entidad, y Richard Friesenhahn, vicepresidente ejecutivo de las líneas de bajas estadounidenses en AIG, se convirtió en director general. En agosto de 2016, AIG vendió United Guaranty, su unidad de garantía hipotecaria, a Arch Capital Group, una aseguradora con sede en Bermuda, por $ 3,400 millones.
Brian Duperreault fue nombrado CEO de AIG el 15 de mayo de 2017. En septiembre, la compañía se reorganizó en tres segmentos, que comprenden una unidad de Seguros Generales, una unidad de Vida y Jubilación, y una unidad autónoma enfocada en la tecnología.

## Litigio de rescate
En enero de 2013, el consejo de AIG discutió unirse a una demanda contra el gobierno de los Estados Unidos porque el rescate que recibieron era injusto para sus inversores. La idea fue rechazada, sin embargo, AIG fue criticada cuando pronto aparecieron noticias de que estaba considerando unirse a una demanda interpuesta por los accionistas de AIG y el expresidente ejecutivo Maurice R. Greenberg contra el Banco de la Reserva Federal de Nueva York por lo que los demandantes consideraron condiciones injustas impuestas a AIG. La junta de AIG anunció el 9 de enero de 2013 que la compañía no se uniría a la demanda, y el 9 de enero de 2013, Bob Benmosche le dijo a María Bartiromo de CNBC que no sería "socialmente aceptable" que AIG demandara al gobierno, "un trato es un trato."
El problema específico era si la Reserva Federal de Nueva York transfirió $ 18 mil millones en reclamos de litigios sobre deudas hipotecarias en problemas a través de Maiden Lane Transactions, entidades creadas por la Fed en 2008, y así evitó que AIG recuperara pérdidas de los bancos asegurados. El 7 de mayo de 2013, la jueza de distrito de Los Ángeles, Mariana Pfaelzer, determinó que, de hecho, no se habían asignado $ 7300 millones de los reclamos disputados. AIG retiró el caso "con prejuicios" el 28 de mayo de 2013. Praelzer estaba supervisando una demanda entre AIG y el Bank of America (BAC-US) sobre posibles tergiversaciones por parte de Merrill Lynch y Countrywide en cuanto a la calidad de la cartera hipotecaria. Al firmar la orden de cierre del caso, el Juez de Distrito de los Estados Unidos Lewis Kaplan quien también adjudicó el caso de Maiden Lane, American International Group Inc. y otros. v. Maiden Lane II LLC, Tribunal de Distrito de los EE. UU., Distrito Sur de Nueva York, N.º 13-00951, amonestó a la Fed diciendo, "En vista de ello", algunas de sus acciones "quizás sean poco atractivas y, de hecho, ilícitas."
Después de que el caso fuera desestimado por el Tribunal de Distrito, el Tribunal de Apelaciones de los Estados Unidos para el Segundo Circuito afirmó que la ley común federal prevalecía sobre cualquier obligación fiduciaria de Delaware debida a los accionistas.

### Daños monetarios
Hank Greenberg hizo que David Boies entablara una demanda contra el gobierno de EE. UU. por separado por daños y perjuicios en el Tribunal de Demandas Federales de los Estados Unidos, lo que provocó fuertes críticas. Después de escuchar treinta y siete días de testimonios y de requerir apariciones de Ben Bernanke, Timothy Geithner y Hank Paulson, el juez Thomas C. Wheeler dictaminó que las respuestas de la Reserva Federal a la crisis de las hipotecas de alto riesgo habían sido ilegales. El tribunal razonó que el rescate de AIG había sido una expropiación ilegal porque la Ley de la Reserva Federal no autorizaba a la Fed de Nueva York a nacionalizar una corporación al poseer sus acciones.
Sin embargo, el juez Wheeler no otorgó una compensación monetaria a los demandantes que dictaminó que no sufrieron daños económicos porque "si el gobierno no hubiera hecho nada, los accionistas se hubieran quedado con el 100% de nada." Ambas partes apelaron ante el Tribunal de Apelaciones de los Estados Unidos para el Circuito Federal. La Fed de Nueva York ofreció un breve amicus argumentando que "además de una interpretación errónea de un estatuto federal, la opinión del tribunal de primera instancia está plagada de constataciones de hechos claramente erróneas."

## Gobierno corporativo

### Junta Directiva
- Brian Duperreault - Presidente y Director Ejecutivo, American International Group, Inc.
- W. Don Cornwell - Expresidente del Consejo y Director Ejecutivo, Granite Broadcasting Corporation
- Peter R. Fischer - Ex Director de Gestión de Cartera de Ingresos Fijos, Blackrock Inc.
- John H. Fitzpatrick - Presidente, Oak Street Management Co., LLC
- Christopher S. Lynch - Ex Socio, KPMG LLP
- Samuel J. Merksamer - Director general de Icahn Capital LP
- Henry S. Miller - Presidente, Marblegate Asset Management, LLC
- Linda A. Mills - Exvicepresidenta de Operaciones, Northrop Grumman Corporation
- Suzanne Nora Johnson, exvicepresidenta de The Goldman Sachs Group, Inc.
- Ronald A. Rittenmeyer - Expresidente, Director Ejecutivo y Presidente, Electronic Data Systems Corporation
- Douglas Steenland - Expresidente y Director Ejecutivo, Northwest Airlines Corporation
- Theresa M. Stone - Exvicepresidenta ejecutiva y tesorera del Instituto de Tecnología de Massachusetts
- William G. Jurgensen, ex director general de Nationwide Insurance

A partir del 23 de enero de 2018

## Negocio
En Australia y China, AIG se identifica como una institución financiera y proveedor de servicios financieros, incluidos mecanismos de seguridad crediticia. En los Estados Unidos, AIG es el mayor suscriptor de seguros comerciales e industriales.
AIG ofrece seguros contra daños a la propiedad, seguros de vida, productos de jubilación, seguros hipotecarios y otros servicios financieros. En el tercer trimestre de 2012, el negocio global de seguros de propiedad y daños, Chartis, pasó a llamarse AIG Property Casualty. SunAmerica, división de seguros de vida y servicios de jubilación, pasó a llamarse AIG Life and Retirement, otras marcas existentes continúan usándose en ciertas geografías y segmentos del mercado.

## Subsidiarias
- AIG Europe Limited[98]
- AIU Insurance Company[98]
- American General Life Insurance Company[98]
- American Home Assurance Company[98]
- Fuji Fire and Marine Insurance Company[98]
- Lexington Insurance Company[98]
- National Union Fire Insurance Company of Pittsburgh, PA[98]
- The United States Life Insurance Company in the City of New York[98]
- The Variable Annuity Life Insurance Company (VALIC)[98]